# Verride
Verride is een plaats (freguesia) in de Portugese gemeente Montemor-o-Velho en telt 699 inwoners (2001).